# گوستاوو بارتلت
گوستاوو بارتلت (انگلیسی: Gustavo Bartelt؛ زادهٔ ۲ سپتامبر ۱۹۷۴) بازیکن فوتبال اهل آرژانتین است که در پست مهاجم بازی می‌کند.